# Honingpotmieren

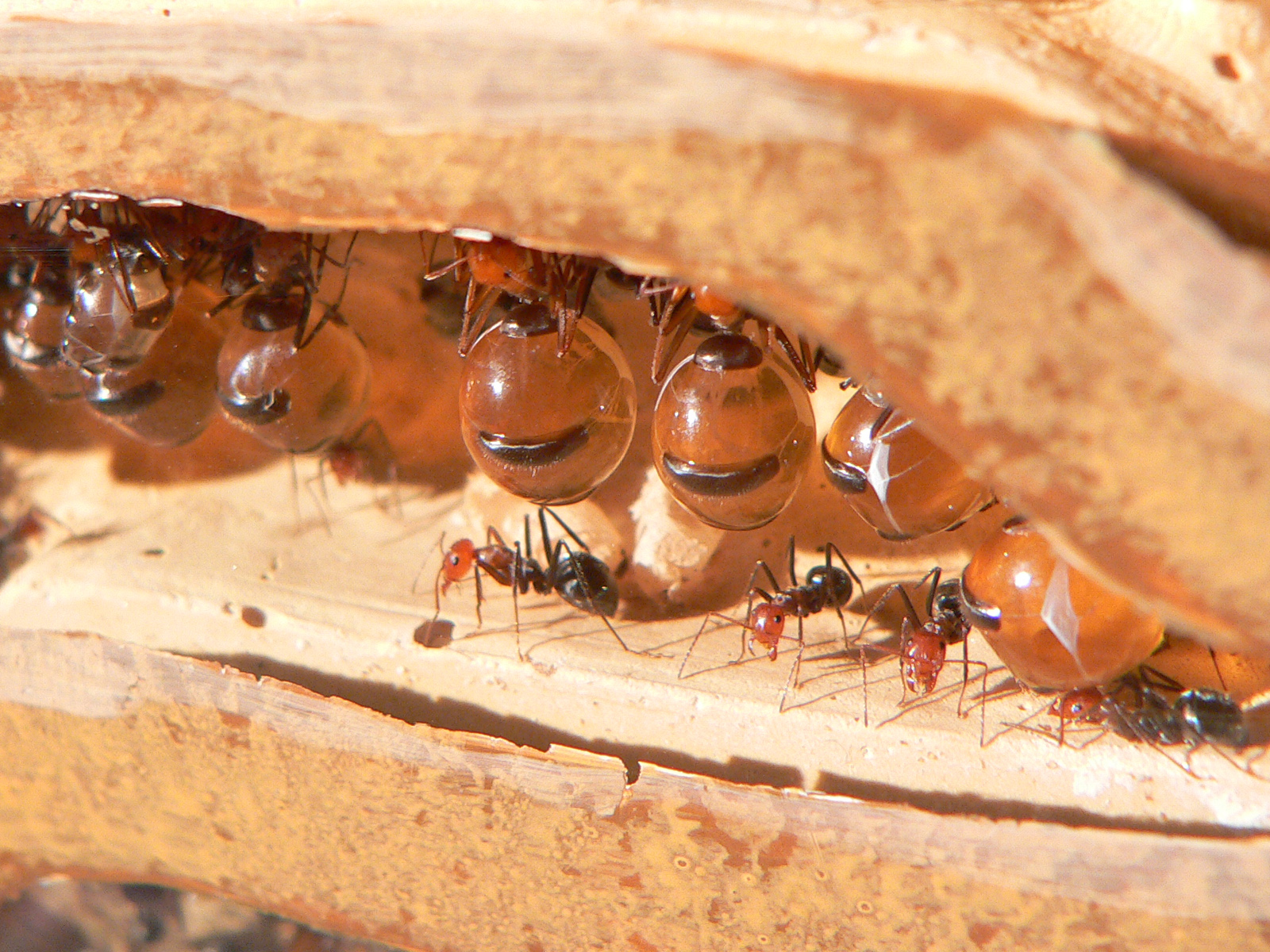
Honingpotmieren

Honingpotmieren of honingmieren zijn geen echte groep mieren, maar verschillende soorten die op uiteenlopende plaatsen op de wereld voorkomen. Het betreft enkele nestvormende, sociale soorten mieren die een ongebruikelijke overlevingstactiek hebben ontwikkeld.
Honingpotmieren zijn voor een belangrijk deel carnivoor en eten levende of dode ongewervelden. Voor de honing worden bloemen opgezocht en ook wordt de honingdauw van bladluizen opgezogen. Het achterlichaam van een aantal gespecialiseerde werksters van de honingpotmieren wordt door soortgenoten als voedseldepot gebruikt. In tijden waarin veel voedsel voorhanden is, wordt het afgegeven aan deze soortgenoten. Het achterlijf van deze exemplaren zwelt dan enorm op (fysogastrie), en kan wel 100 keer zo zwaar worden als de mier zelf. Het kan de grootte van een kleine druif bereiken en is dan vrijwel doorzichtig waardoor interne delen goed te zien zijn. Deze 'opslagmieren' blijven op hun plaats en kunnen vanwege het gewicht niet bewegen waardoor ze maar kleine hoeveelheden voedsel verbruiken. 
In bepaalde landen worden de honingpotmieren als een ware traktatie gezien. Men graaft dan een vrij diep gat in de grond bij een nest, en zoekt naar de opgezwollen exemplaren. De mier wordt bij de kop vastgepakt, waarna het achterlijf wordt opengebeten en de mier kan worden leeggezogen. Ze zijn een onderdeel van het dieet van de Aboriginals vanwege de hoge voedingswaarde. Behalve in Australië komen honingpotmieren ook voor in Noord-Amerika, en ook de indianen weten ze te waarderen. 